# Silvia Rivera Cusicanqui
Silvia Rivera Cusicanqui, née à La Paz le 9 décembre 1949, est une féministe, sociologue, militante et historienne bolivienne, professeur émérite à l'Universidad Mayor de San Andrés à La Paz, en Bolivie où elle a enseigné la sociologie pendant plus de trente ans. Elle s'appuie sur la théorie anarchiste ainsi que sur les cosmologies quechua et aymara. Elle a été fondatrice et membre de longue date du Taller de Historia Oral Andina (THOA, Atelier d'histoire orale andine). Le THOA a mené une critique permanente des épistémologies occidentales à travers ses écrits et son activisme pendant près de deux décennies. Elle est également une activiste qui a travaillé directement avec les mouvements indigènes de Bolivie comme les tupacataristas ou les cocaleros (en).

## Biographie
Rivera nait à La Paz en 1949. Elle est la fille de Carlos À. Rivera Et Gaby Cusicanqui. La famille Cusicanqui descend de l'Inca Túpac Yupanqui. Durant l'époque colonial sa famille fournit les caciques de Calacoto, ce jusqu'aux environs de 1730, moment où sa famille perd le cacicazgo (en).
Silvia Rivera Cusicanqui sort licenciée en sociologie de l'Universidad Mayor de San Andrés en 1976 et elle obtient un master en sciences sociales de l'Université pontificale catholique du Pérou en 1979.
Elle crée le 13 novembre 1983 El Taller de Historia Oral Andina (THOA, L'Atelier d'Histoire Orale Andine), une communauté intellectuelle et politique. La communauté était composé à ses débuts d'un groupe d'étudiants, la plupart aymaras, du cours de sociologie de l'Universidad Mayor de San Andrés. Le THOA a pour objectif d'étudier la participation indigène au levantamientos durant l'époque coloniale. Dans sa tentative d'utiliser des méthodes non issues de la colonisation, le THOA a privilégié la tradition orale et les entretiens comme sources d'information.

## Collectif Ch'ixi
Le concept du ch'ixi apparaît en réponse aux limitations et aux contradictions de définitions de mots comme métissage ou multiculturalité. 
En aymara, le terme désigne la couleur grise : les tisserands superposent des brins de fil noir et blanc pour créer l'illusion d'une troisième couleur, le gris. Silvia Rivera Cusicanqui encourage les gens à recadrer les identités culturelles mixtes en adoptant le ch'ixi. Le ch'ixi Combine le monde indien et son opposé sans les mêler jamais.
La notion de ch'ixi équivaut au concept de sociedad abigarrada de René Zavaleta et exprime la coexistence parallèle de multiples différences culturelles qui ne s'annulent pas, mais s'opposent et se complètent.

## Distinctions
- 1990 : Bourse Guggenheim[8]
- 2018 : doctoresse honoris causa de l'Universidad Mayor de San Andrés[9]

Professeure émérite de
- l'Universidad Mayor de San Andrés
- l'université andine Simón-Bolívar.

## Publications (extrait)
- (es) Silvia Rivera Cusicanqui, Ch'ixinakax utxiwa: On Decolonising Practices and Discourses, Polity, 2020 (ISBN 978-1509537822)
- (es) Silvia Rivera Cusicanqui, Violencia (re)encubiertas en Bolivia, La Mirada Salvaje, 2012, 272 p. (ISBN 9789962052999)
- (es) Silvia Rivera Cusicanqui, Pueblos originarios y estado, vol. 2, Azul Editores, coll. « Gestión pública intercultural », 2008, 82 p. (ISBN 9789990598827)
- (es) Silvia Rivera Cusicanqui, Las fronteras de la coca: epistemologías coloniales y circuitos alternativos de la hoja de coca: el caso de la frontera boliviano-Argentina, IDIS, 2003, 198 p.
- (es) Silvia Rivera Cusicanqui, Bircholas: trabajo de mujeres: explotación capitalista o opresión colonial entre las migrantes aymaras de La Paz y El Alto, Editorial Mama Huaco, 2002, 2e éd., 225 p.
- (es) Zulema Lehm et Silvia Rivera Cusicanqui, La Mujer andina en la historia. Nº 2 de Serie Cuadernos de formación. Colaboró Univ. Mayor de San Andrés. Taller de Historia Oral Andina, Ediciones del Thoa, 1990, 51 p.
- (es) Silvia Rivera Cusicanqui, Los artesanos libertarios y la ética del trabajo, La Paz, Taller de Historia Oral Andina, 1988
- (es) Silvia Rivera Cusicanqui, Oprimidos pero no Derrotados : la Lucha Campesina Entre los Aimaras y Quechuas en Bolivia, 1900–1980 [« Opprimés mais pas vaincus : la lutte paysanne entre Aymaras et Quechuas en Bolivie, 1900-1980 »], Ginebra, UNRISD, 1984, 222 p.